# فرانکو آرمانی
فرانکو آرمانی (اسپانیایی: Franco Armani‎؛ زادهٔ ۱۶ اکتبر ۱۹۸۶) بازیکن فوتبال اهل آرژانتین است که در حال حاضر در پست دروازه‌بان در باشگاه فوتبال ریور پلاته بازی می‌کند.

## باشگاهی
از دیگر باشگاه‌هایی که در آن بازی کرده‌است، می‌توان به باشگاه فوتبال اتلتیکو ناسیونال اشاره کرد.

## تیم ملی
وی همچنین در تیم ملی فوتبال آرژانتین بازی کرده‌است.